# ترناوکا (ناحیه نووی ییتشین)
ترناوکا (به چکی: Trnávka) یک منطقهٔ مسکونی در جمهوری چک است که در ناحیه نووی ییتشین واقع شده‌است. ترناوکا ۶٫۱ کیلومتر مربع مساحت و ۷۳۷ نفر جمعیت دارد و ۲۴۶ متر بالاتر از سطح دریا واقع شده‌است.